# Joji Yuasa

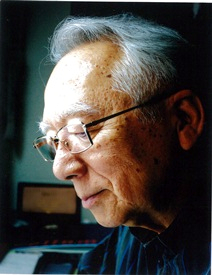
Joji Yuasa

Jōji Yuasa (Japans: 湯浅 譲二, Yuasa Jōji) (Koriyama, 12 augustus 1929 – Tokio, 21 juli 2024) was een Japans componist en muziekpedagoog.

## Levensloop
Yuasa studeerde geneeskunde aan de Keio Universiteit in Tokio. Tijdens zijn studie werd hij bekend met de componist Toru Takemitsu en de musicoloog Kuniharu Akiyama en - zonder zijn studie te voltooien - slot hij zijn in 1952 de Jikken-kobo aan, een muzikaal experimenteel studio, en werkte, alhoewel hij autodidact was, voortaan als componist. Hij schrijft werken voor verschillende genres zoals werken voor orkest, harmonieorkest, kamermuziek, het muziektheater, elektronische en computer muziek.
Yuasa kreeg vele studiebeurzen in binnen en buitenland zoals het Japan Society Fellowship (1968-69), Berlin Artist Program van de Deutscher Akademischer Auslands-Dienst (1976-77), New South Wales Conservatorium of Music in Sydney (1980), van de Universiteit van Toronto (1981) en van het Institut de Recherche et Coordination Acoustique/Musique (IRCAM) te Parijs (1987). In 1976 was hij huiscomponist aan het "Center for Music Experiment" van de Universiteit van Californië - San Diego. Hij was gast-componist voor het Festival of the Arts of This Century (Hawaï 1970), van de New Music Concerts (Toronto 1980), van het Asia Pacific Festival (Nieuw-Zeeland 1984) en van het Pacific Music Festival (Sapporo 1990).
Yuasa was docent tijdens de Componisten Workshop te Amsterdam (1984) en bij de Internationale Ferienkurse für Neue Musik te Darmstadt (1988). Van 1981 tot 1994 was hij professor aan de Universiteit van Californië - San Diego. Hij was eveneens gastprofessor aan het Tokyo College of Music, Ikebukuro, Tokio vanaf 1981 en professor voor voortgezette studies aan het "College of Arts" van de Nihon University sinds 1993.
Yuasa overleed op 21 juli 2024 op 94-jarige leeftijd.

## Composities

### Werken voor orkest
- 1967 Projection - Flower, Bird, Wind, Moon, voor 8 koto en orkest
- 1972 Chronoplastic - Between Stasis and Kinesis, voor orkest
- 1975-1976 Time of Orchestral Time I, voor orkest
- 1980 Requiem, voor orkest
- 1980-1989 Scenes from Bashô, suite voor orkest
- 1983 A Dirge by Bach "for the sick soul", voor orkest
- 1983 A Perspective, voor orkest
- 1986 Revealed Time, voor altviool en orkest
- 1991 Hommage à Sibelius - "The Midnight Sun", voor orkest
- 1992 Eye on Genesis II
- 1994 Concertino, voor piano en orkest
- 1995 Symphonic Suite "The Narrow Road into the Deep North: Bashô", voor orkest
- 1996 Concert - In Memory of Toru Takemitsu, voor viool en orkest
- 1999-2000 Chronoplastic II - Hommage a Edgard Varèse, voor orkest
- 2001 Chronoplastic III - Between Stasis and Kinesis - In memory of Iannis Xenakis, voor orkest
- 2002 Cosmos Haptic V
- 2005 Eye on Genesis III
- 2009 Symphonic Suite "Bashô in the Wind of Autumn", voor orkest

### Werken voor harmonieorkest
- 1967 Step to the Future
- 1973 March "Niigata"
- 1998 Fanfare of Winter Light

### Werken voor mandolineorkest
- 2008 An Elegy

### Missen en gewijde muziek
- 1995 Responsorium from "Requiem of Reconcilation", voor sopraan, alt, tenor, bariton, gemengd koor en orkest

### Werken voor koren
- 1971 Questions, voor gemengd koor
- 1971 Utterance, voor gemengd koor
- 1973 Performing Poem "Calling Together", voor gemengd koor
- 1974 Projections on Basho's Haiku, voor gemengd koor en vibrafoon
- 1979 Projection Onomatopoetic, voor gemengd koor
- 1982-1999 Furusato Eisho, voor vrouwenkoor en piano
- 1983-1984 Composition on Ze-Ami's Nine Grades, voor mannenkoor
- 1984 Shin Kiyari Kanda Sanka, voor mannenkoor en shakuhachi (vijf of meer)
- 1985 Uta Asobi (Play Songs) on Onomatopoeia, voor kinderkoor
- 1991 Phonomatopoeia, voor gemengd koor
- 1999 Projection for Voice - as a sonic apparatus, voor gemengd koor
- 2002 Four Seasons from Basho's Haiku, voor mannenkoor
- 2004 Iki (Breath), voor gemengd koor
- 2006 Kaze (Wind), voor gemengd koor
- 2006 Aki (Autumn), voor gemengd koor

### Vocale muziek
- 1964 Kansoku, voor zangstemmen
- 1983 Observations on Weather Forecasts, voor bariton en trompet
- 1988 Mutterings, voor sopraan (of mezzosopraan) en zeven instrumentalisten
- 1997 Cosmic Solitude, voor bariton, gemengd koor en orkest
- 2003 Sora (The Sky), voor sopraan en piano
- 2003 Beautiful Songs for Children, voor zangstem en piano
- 2005 Two Songs from R. D. Laing, voor zangstem
- 2007 Five Haiku from Buson, voor mezzosopraan, dwarsfluit, klarinet, strijkkwartet en harp

### Kamermuziek
- 1955 Projection for Seven Players, voor dwarsfluit/piccolo, hobo, klarinet/basklarinet, hoorn, trompet, cello en piano
- 1963 Interpenetration, voor 2 dwarsfluiten
- 1967 Projection, voor cello en piano
- 1970 Projection, voor strijkkwartet
- 1971 Inter-posi-play-tion I, voor dwarsfluit, piano en 2 slagwerkers
- 1973 Inter-Posi-Play-Tion II, voor dwarsfluit, harp en slagwerk
- 1974 Territory, voor marimba, dwarsfluit, klarinet, slagwerk en contrabas
- 1981 A Winter Day-homage to Basho, voor dwarsfluit, klarinet, slagwerk, harp en piano
- 1987 Mai-Bataraki II, voor altfluit of noh-fluit (traverso bamboefluit met zeven gaten; rond 39 cm lang)
- 1989 Terms of Temporal Detailing - A Homage to David Hockney, voor basfluit
- 1994-1996 JO HA KYU, voor vijf spelers (dwarsfluit/altfluit/basfluit, viool, cello, slagwerk en piano)
- 1996 Projection II, voor strijkkwartet
- 1997 Solitude in Memoriam T. T. (Toru Takemitsu), voor viool, cello en piano
- 1997 Reigaku - In Memoriam Isang Yun, voor altfluit
- 1997 Cosmos Haptic IV, voor cello en piano
- 2000 Inter-posi-play-tion III, voor althobo en contrabas
- 2001 Projection, voor strijktrio
- 2007 Four Imaginary Landscapes from Basho, voor viool en piano

### Werken voor piano
- 1952 Two Pastorals
- 1953 Three Score Set
- 1954 Serenade:chant pour "Do"
- 1957 Cosmos Haptic
- 1959 Projection Topologic
- 1962 Projection Esemplastic
- 1972 On the Keyboard
- 1986 Cosmos Haptic II - Transfiguration
- 1990 Subliminal Hey J. (Transcriptie voor piano van Hey Jude van John Lennon en Paul McCartney)
- 1997 Melodies
- 2002 A Dream
- 2003 Good Night
- 2004 Projection, voor twee piano's
- 2005 Lullaby for Rena

### Werken voor slagwerk
- 1983 Interpenetration nr. 2, voor 2 slagwerkers
- 2006 Music for Marimba

### Werken voor traditionele Japanse instrumenten
- 1978 Koto Uta Basho's Five Haiku, voor koto en 17-snaren koto
- 1979 Mai-Bataraki from "Ritual for Delphi", voor shakuhachi en slagwerk
- 1981 Ishibutai Kô, voor ryūteki, 3 shakuhachi, 17-snaren koto en 2 slagwerkers
- 1988 Suite Fûshi Gyôun, voor traditionele Japanse instrumenten, alt en tenor
- 1988 To the Genesis, voor sho
- 1990 Cosmos Haptic III - Kokuh, voor 20-snaren koto en shakuhachi
- 2005 Koto Uta Buson's Five Haiku, voor zes spelers op traditionele Japanse instrumenten
- 2011 Music for Cosmic Rite, voor gagaku

### Elektronische muziek
- 1961 Aoi no Ue, (Musique Concrète)
- 1964 Projection Esemplastic for White Noise
- 1967 Icon on the Source of White Noise, vijf-kanaal elektronische muziek
- 1969 Voices Coming, voor stereofonisch geluidsband
- 1969-1970 Music for Space Projection, 36 kanaal geluidsband
- 1975 My Blue Sky No. 1, voor stereofonisch geluidsband
- 1976 My Blue Sky No. 2 "in Southern California", voor 4-kanaal computer-elektronica
- 1984 Towards "The Midnight Sun" "homage to Ze-Ami", voor quadrofonisch computer-gegenereerd geluidsband en geprepareerd piano
- 1987 A Study in White, voor computer
- 1987-1988 Nine Levels by Ze-Ami, voor quadrofonisch computer-gegenereerd geluidsband en kamerensemble
- 1991 Eye on Genesis for UPIC, voor geluidsband
- 1999 Scenes with a Harp, voor harp en geluidsband